# PIN Mail

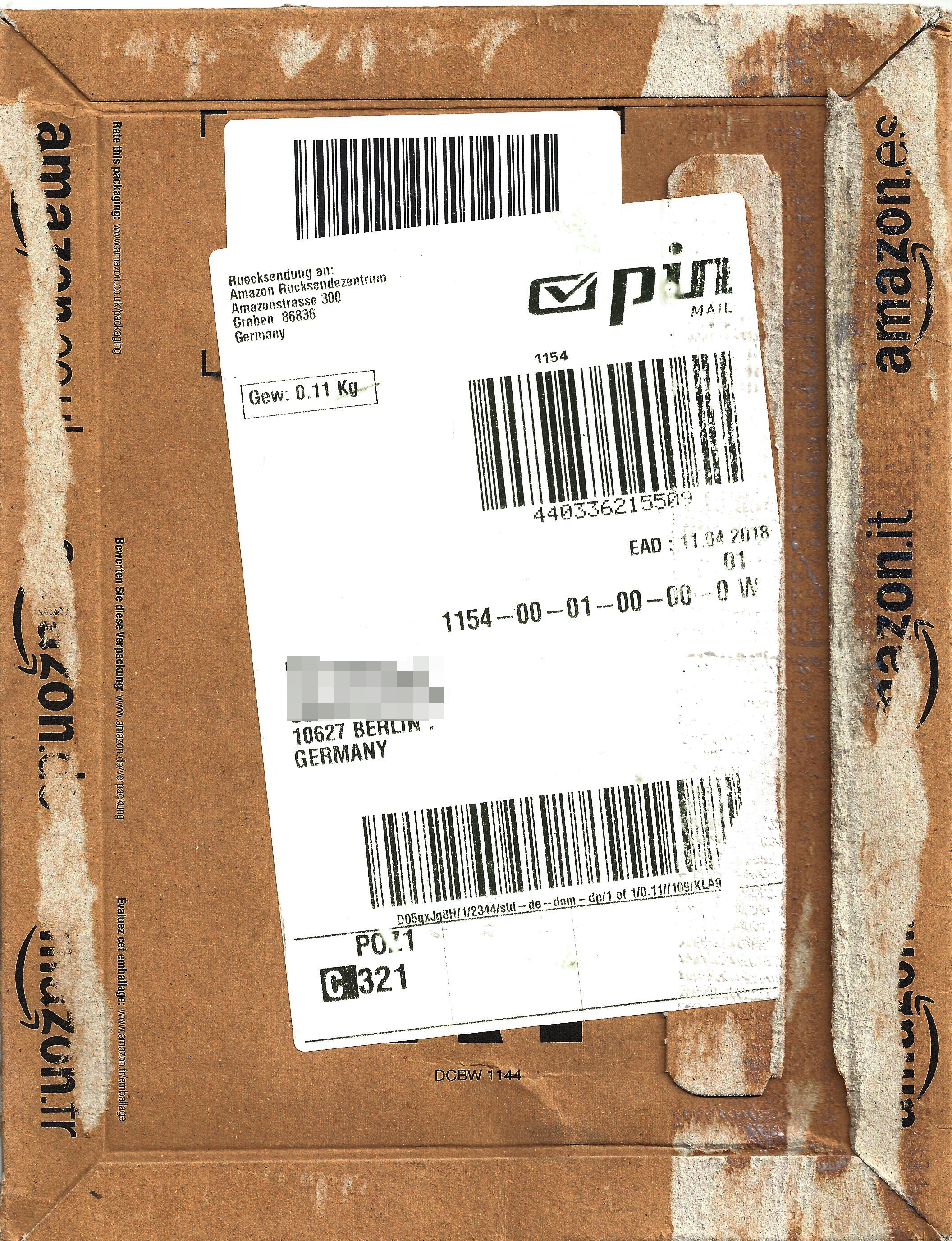
Versandumschlag von Amazon, zugestellt durch PIN in Berlin, 2018

Die PIN AG (im Außenauftritt PIN Mail) ist ein deutschlandweit tätiges privates Postunternehmen mit etwa 1300 Mitarbeitern und verarbeitet täglich bis zu 750.000 Sendungen. Das Unternehmen ist eine hundertprozentige Tochtergesellschaft der Postcon National und deren  Muttergesellschaft Quantum Capital Partners.
Am Firmensitz in Berlin betreibt das Unternehmen 18 logistische Filialen (Depots) mit Kundenbereichen und über 500 Briefkästen sowie Dienstleistungen in über 240 PIN Partner-Shops. Die Sendungen werden im eigenen Briefzentrum verarbeitet und bundesweit sowie international versendet. Auch ein Briefportal wird angeboten. Die sog. „letzte Meile“ der Briefzustellung übernimmt die PIN ausschließlich in Berlin.

## Geschichte
Das als PIN intelligente Dienstleistungen AG am 8. April 1999 gegründete Unternehmen nahm den Zustellungsbetrieb am 17. August 1999 mit fünf Mitarbeitern auf, im Mai 2001 expandierte PIN nach Leipzig. Als eines der ersten privaten Postunternehmen erhielt PIN alle erforderlichen Lizenzen der Bundesnetzagentur zur Beförderung und Zustellung von Briefpost.
Im April 2006 wurde PIN intelligente Dienstleistungen von den Verlagen Axel Springer, WAZ und Holtzbrinck aufgekauft und als PIN Mail in die PIN Group eingebracht. Seit Oktober 2008 ist PIN Mail eine vollständige Tochter der Verlagsgruppe Georg von Holtzbrinck. Im Juni 2009 wurde eine Strategische Partnerschaft mit der TNT Post Deutschland bekannt gegeben. Die TNT Post war an 13 Postunternehmen der Verlagsgruppe Holtzbrinck mit insgesamt 40 % beteiligt.
Pin-Mail vor von 2004 bis mindestens 2010 als Dienstleister für den Versand der gesamten Berliner Behördenpost verantwortlich. In diesem Zusammenhang wurden beispielsweise im Jahr 2010 innerhalb von 10 Monaten etwa 125000 Verwarnungsgeldbescheide der Polizei Berlin nicht zugestellt.
Nachdem das Bundesverwaltungsgericht den Mindestlohn für Postunternehmen im Januar 2010 für ungültig erklärte, kündigte das Unternehmen an, den Lohn auf 8,50 Euro pro Stunde zu kürzen, durch Leistungszulagen können dabei bei guter Qualität die 9,80 Euro wieder erreicht werden.
Für den 20. Dezember 2010 waren mit der Dienstleistungsgewerkschaft ver.di Tarifverhandlungen angesetzt. Diese wurden aber durch den PIN-Mail-Vorstand mit der Begründung „dass sich nicht alle Beschäftigten durch den von ihnen selbst gewählten Betriebsrat vertreten fühlen würden“ abgesagt.
Im November 2011 gab PIN Mail bekannt, dass eigene Filialen geschlossen werden. Nach eigenen Angaben reagiert das Unternehmen damit auf die drohende Wiedereinführung von Mindestlöhnen.

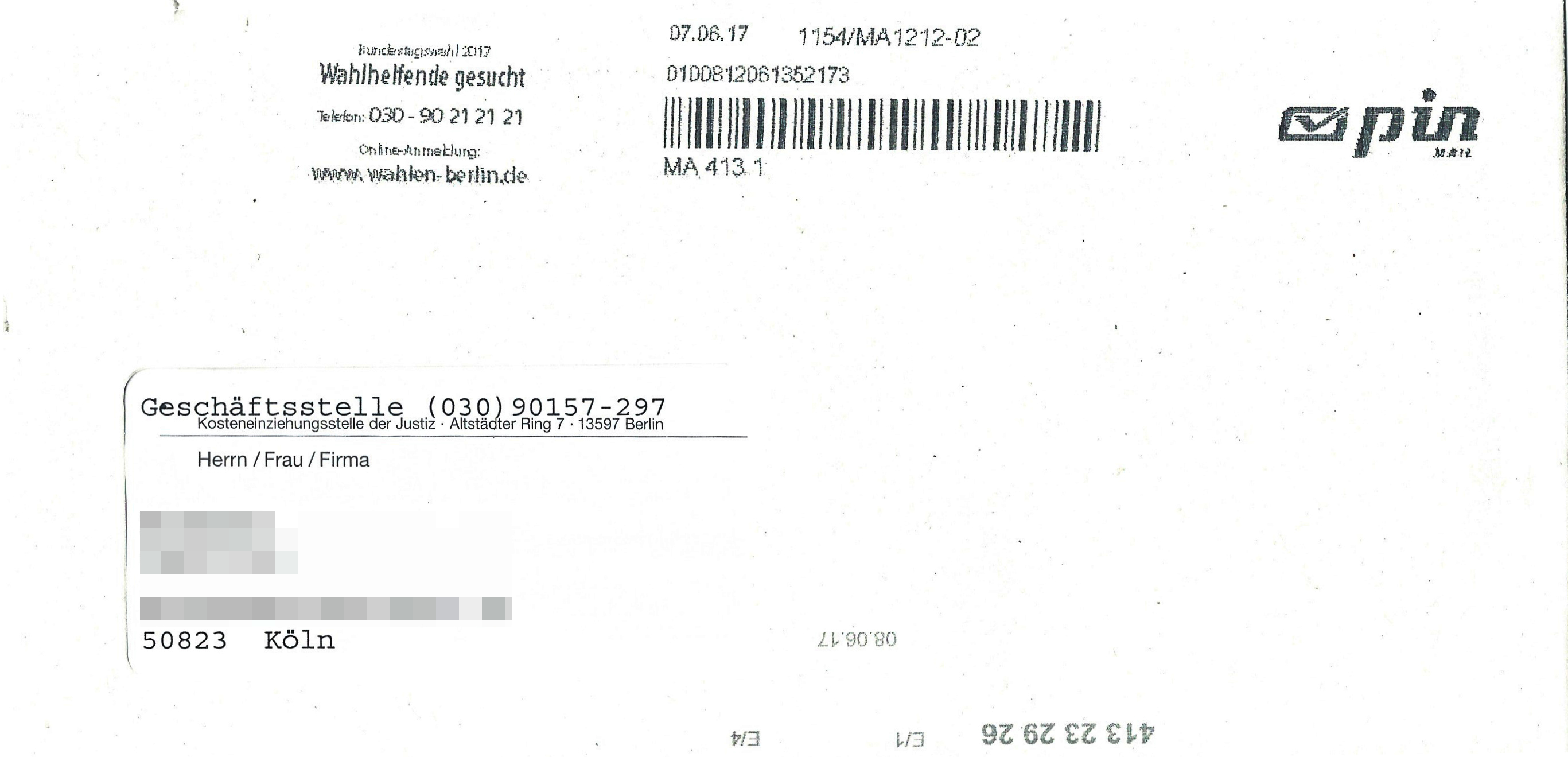
Briefumschlag, transportiert von Berlin nach Köln durch PIN Mail

Postcon beantragte Anfang Dezember 2016 die Übernahme der Mehrheit an der PIN Mail AG sowie am bundesweiten Briefnetzwerk Mail Alliance beim Bundeskartellamt. Bislang war Postcon an beiden Gesellschaften in einem Joint Venture mit der Holtzbrinck Publishing Group gleichberechtigt beteiligt.

## Kritik
Im Februar 2013 berichtete Der Tagesspiegel, dass bei der Geschäfts- und Behördenpost Straße, Hausnummer und Postleitzahl der Empfänger fotografiert und drei Monate gespeichert wird. Die daraus gewonnenen Adressdaten werden fünf Monate gespeichert, bei Einschreiben ein Jahr lang. PIN Mail begründete dies mit Retourenmanagement, Qualitätssicherung, Reklamationsmanagement, Rechnungslegung und für die Beantwortung von Anfragen der Großkunden. Die Daten würden nicht zur Akquise oder zu Geoscoring-Zwecken genutzt. Laut PIN Mail haben Mitarbeiter des Bundesdatenschutzbeauftragten bei einer Kontrolle im April 2013 „keine gravierenden Datenverstöße“ feststellen können.

## Namensgebung
Der Name „PIN“ ist keine Abkürzung und hat auch keine inhaltliche Bedeutung. Er ist darauf zurückzuführen, dass sich die Gründer mit Pins (Nadeln, Reißzwecken) mögliche Standorte auf dem Berliner Stadtplan aussuchten.